# Вальтелліна Касера

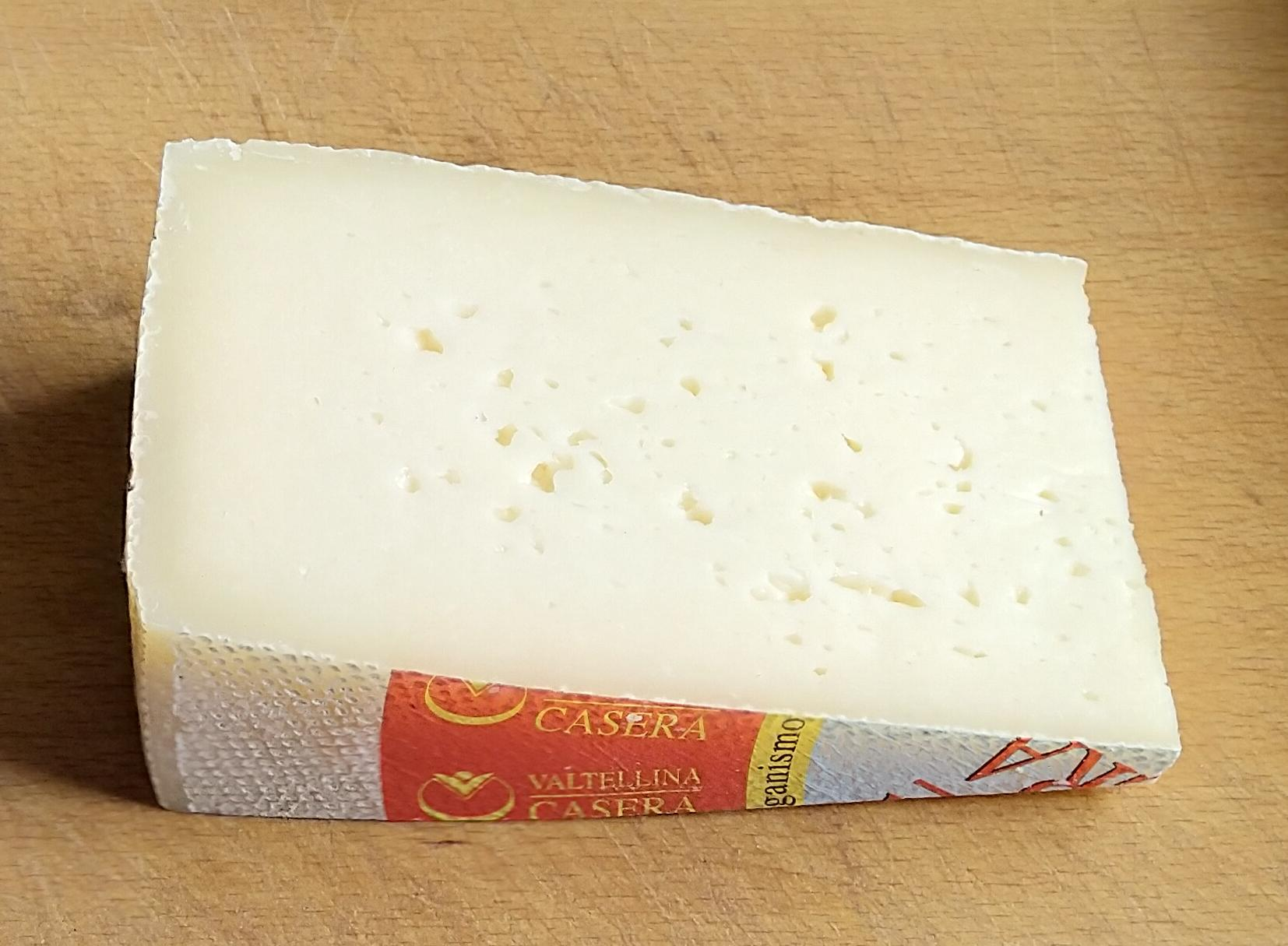
Вальтелліна касера

Вальтелліна Касера (італ. Valtellina Casera DOP) — італійський твердий або напівтвердий сир з коров'ячого молока. Назва походить від слова на вальтеллінському діалекті — «casèra», яке означає молочний цех, де виробляють сири та масло, а також льох, де сири залишаються для дозрівання.

## Зона виробництва
Вальтелліна Касера виробляється у регіоні Ломбардія, на всій території провінції Сондріо.

## Історія
Вальтелліна Касера має давню історію, його виробництво у Сондріо відомо щонайменше з 1500 року. Виробництво цього сиру виникло завдяки тому, що кілька фермерів об'єднали молоко своїх корів для спільної переробки та збудували ферми для такої переробки. Традиційно молоко, вироблене ввечері, залишали відпочивати в прохолодних кімнатах, а потім знежирювали наступного ранку. Потім молоко від ранкового доїння додавали цілим до знежиреного молока, і переробляли його на сир. Раніше цей сир виробляли лише взимку, у наш час виробляють протягом всього року.
З 1995 року діє консорціум по захисту якості Вальтелліна Касера — Consorzio di Tutela Formaggi Valtellina Casera e Bitto D.O.P. У 1996 році сир отримав статус DOP (італ. Denominazione di origine protetta або англ. Protected Designation of Origin).

## Технологія виробництва
Вальтелліна Касера виробляється з частково знежиреного коров'ячого молока. Раціон корів, від яких отримують молоко, в основному складається з альпійських трав. Молоко від двох і більше доїнь, частково знежирене, згортається за допомогою телячого сичуга. Сирна маса розбивається на частинки розміром зерна кукурудзи, а потім при перемішуванні напіввариться при 40—45 °C. Після цього сирну масу кладуть у дерев'яні або пластикові форми. Сир пресують протягом 8—12 годин. Солять сухим способом або в розсолі. Визрівання триває щонайменше 70 діб, для отримання «молодого» сиру. Витримані сири визрівають кілька місяців, найбільший термін витримки перевищує 10 місяців.

## Характеристика сиру
Голова сиру Вальтелліна Касера має циліндричну, правильну форму, з плоскими поверхнями діаметром від 30 до 45 см і стороною 8—10 см; вага варіюється від 7 до 12 кг. Кірка тонка, але тверда. На бічній стороні голови по колу видавлена назва «Valtellina Casera». Сир від білого до солом'яно-жовтого кольору, м'який і має нерівномірно розподілені, дрібні «вічка». У міру дозрівання структура сиру стає більш стабільною, а колір більш інтенсивним. Смак сиру солодкий та молочний, аромат сухофруктів та сіна. Жирність сиру приблизно 45 %.

## Вживання
Сир може вживатись як самостійна страва. Оскільки сир виробляється з частково знежиреного коров'ячого молока, тому він легкий та не дуже калорійний, придатний для щоденного споживання. Гарно поєднується з хлібом та червоними винами, зокрема місцевими з сорту неббіоло. Крім того сир є важливим інгредієнтом для приготування страв місцевої кухні, особливо страв з гречаної крупи (наприклад піццокері) та ризото.